# Filipp Gorelenko
 (mars 2025).
Filipp Danilovitch Gorelenko (russe : Филипп Данилович Гореленко), né le 25 novembre 1888 dans l'oblast de l'armée du Don en Empire russe et décédé le 25 janvier 1956 à Léningrad en URSS, est un lieutenant général de l'armée de terre soviétique titré de héros de l'Union soviétique.